# Warsaw (villa)
Warsaw es una villa ubicada en el condado de Wyoming en el estado estadounidense de Nueva York. En el año 2000 tenía una población de 3,814 habitantes y una densidad poblacional de 357 personas por km².

## Geografía
Warsaw se encuentra ubicada en las coordenadas 42°44′28″N 78°8′8″O / 42.74111, -78.13556.

## Demografía
Según la Oficina del Censo en 2000 los ingresos medios por hogar en la localidad eran de $35,592, y los ingresos medios por familia eran $42,540. Los hombres tenían unos ingresos medios de $33,682 frente a los $21,540 para las mujeres. La renta per cápita para la localidad era de $17,483. Alrededor del 11% de la población estaban por debajo del umbral de pobreza.